# 8919 Ouyangziyuan
8919 Ouyangziyuan è un asteroide della fascia principale. Scoperto nel 1996, presenta un'orbita caratterizzata da un semiasse maggiore pari a 2,6221314 UA e da un'eccentricità di 0,1358620, inclinata di 12,99282° rispetto all'eclittica.